# Pasukan Gerakan Khas
El Pasukan Gerakan Khas (PGK,Jawi: ڤاسوكن ڬرقن خاص, Inglés: Special Operations Command, castellano: Comando de Operaciones Especiales) (anteriormente la Policía la Orden Contraterrorista de la Fuerza) es el unidad de operaciones especiales contraterrorista la unidad del Policía malasia Real (Polis Diraja Malaysia, PDRM). El PGK es comprendido de dos subdivisiones claras; VAT 69 (Policía Montado Muy Capaz-69; Komando 69) y el la Unidad Especial de Acciones (la Unit Tindakan Khas; UTK). 
El PGK es capaz de tratando con un alcance ancho de las operaciones especiales que recorren de operaciones antiterroristas a realizar operaciones de rescate. El tamaño y la asociación verdaderos de la Dirección son clasificados. Tasked con imponer la Ley malasia por el mar, las operaciones de aire y tierra, el PGK es un componente esencial del PDRM. 

## Las Funciones
los papeles Actuales de PGK son creídos incluir: 
- la Inteligencia En las misiones profundas de reconocimiento y ambas guerra.
- Realizando las operaciones especiales para apoyar el PDRM Especial, Especial y malasia a combatir las actividades subversivas de organizaciones o a terrorista.
- Contraterrorismo Las operaciones adentro Malasia el territorio en conjunción con fuerzas armadas.
- Las operaciones de la Aplicación de la ley a tratar con el territorio interior, criminal y armado de Malasia.
- Contra operaciones de Terrorismo fuera del territorio malasio; incluyendo la Operación Astuta en Timor Leste.
- la Búsqueda y el rescate Las operaciones dentro de o fuera de territorio de Malasia; inclusive operaciones de ayuda después de la 2006 Tsunami en Acheh, Indonesia.
- La Protección de dignatarios, los ministros y vips malasios mayores.

## La Historia

### VAT 69
VAT 69 (Policías Montados Muy Capaces 69) o primero apodos son el grupo de trabajo, la Fuerza de Charlie y el Equipo Especial de Proyecto son modelados en el Reino Unido Special Air Service el Regimiento. Fue formado en 1969 (de ahí el nombre - 69) como una pequeña unidad de combate para contradecir las tácticas y técnicas de los terroristas comunistas. Empezó cuando el ministro de en casa Asuntos y Seguridad Interna, El Allahyarham Honorable (tarde) Tun Dr. Ismail propuso la formación de una fuerza especial para luchar la insurgencia comunista en 1969. En octubre de 1969, 60 hombres de 1600 oficiales y hombres de la Escuadra de la Selva solicitaron VAT 69 instrucción y calificaron a sí mismo para la instrucción básica del comando. Un grupo de instructores del Reino Unido el Regimiento Aéreo que Especial del Servicio fue enviado al Fuerte Kemar, Perak a supervisó el Comando 69 inaugural. Solo 30 hombres lograron pasar y ellos formaron realmente a la tropa del núcleo del Batallón 69 del Comando. En los años setenta, el VAT 69 comenzaron sus operaciones iniciales y exitosamente desplegaron contra la amenaza comunista. Como resultado, un número significativo de terroristas comunistas fue neutralizado y las cantidades grandes de armas y equipo fueron agarradas. En 1977, 3 nuevas escuadras fueron levantadas y fueron entrenadas por el Nueva Zealand SAS y un curso especial también fue realizado para entrenar sus propios instructores. Este programa de la expansión fue completado en 1980 y el VAT 69 habían equipado completamente las unidades con su propio departamento de logística. 

### UTK
la Unit Tindakan Khas (UTK) o la Unidad Especial de la Acción es una fuerzas especiales secundarias del RMP después de IVA 69. Esta unidad hace el SWAT los deberes y los hombres de la unidad también hacen las misiones clandestinas. Creado después del Ejército Rojo Japonés  (Nihon Sekigun) el incidente de rehén de agosto de 1975 cuando los terroristas tuvieron aproximadamente 50 civiles inclusive miembros del consulado de EE. UU. y el chargé sueco de negocios como rehenes dentro del AIA que construye envoltura varias embajadas en Kuala Lumpur, 2 años después del Masacre de Múnich, Alemania por el palestino septiembre Negro el grupo en 1973. El terrorista ganó la liberación de cinco camaradas encarceló y voló con ellos a Libia. Asimismo, el UTK también fue entrenado por el SAS pero ellos operan en una atmósfera táctica muy diferente como comparado por SWAT de Policía de Capitolio SWAT las unidades. En la fase de la selección, solo 20 de más de cien solicitantes de policía son seleccionados anualmente. UTK también fue implicado con el Grup Gerak Khas (Ejército malasio las Fuerzas Especiales) manejar seguridad en el 1998 Juegos de la República. 

### La Fusión
el 20 de octubre de 1997, la Policía malasia Real reorganizó VAT 69 y UTK y los unió en una unidad como Pasukan Gerakan Khas (PGK)  (las Operaciones Especiales Fuerzan), lanzado por primer ministro Dato' Seri el Dr Mahathir Muhammad y General de Inspector de Policía Tan Sri Rahim Noor. Aunque amalgamado en una dirección, ellos sean en esencia todavía dos entidades separadas que operan en dos ambientes operacionales claros. 

## La Organización

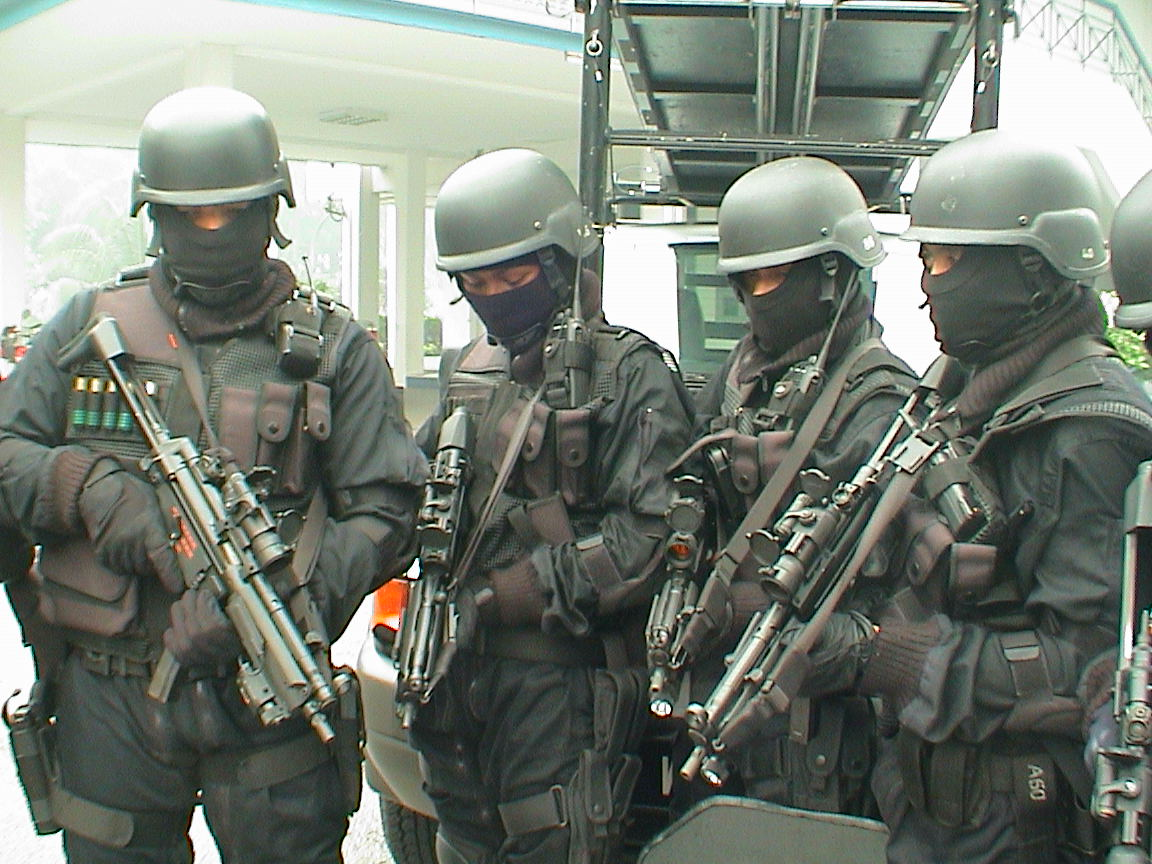
El sargento 126456 Md Dahal (el derecho) con tres PGK operativo en la espera. Ellos son armados con MP5-Ns equipó con Vista de Aimpoint CompM2 y linterna de Tecnología de Penetración.

Separa Anteriormente las entidades, ambos VAT 69 y UTK fueron amalgamados en el PGK en 20 de octubre de 1997, lanzó por 5 General de Inspector de Policía, Sri Rahim Noor de color marrón. Sin embargo, el VAT 69 y UTK son todavía operacionales separa como las unidades. UTK es ahora  'la Separación de Pasukan Gerakan Khas A' y el VAT 69 han sido delegados a de Pasukan Gerakan Khas B Separación. 
Actualmente basado en Custodia el Sede en Bukit Aman, Kuala Lumpur, el PGK está bajo la orden directa de la Seguridad Interna y Pública de RMP. (Keselamatan Dalam Negeri/Ketenteraman Awam) Director. El comandante actual de la unidad tiene el grado de Miembro de una comisión II Ayudante Mayor (la BOLSA) y es Subdirector de la Rama Interna y Pública de Seguridad de RMP. 
Con la amenaza creciente de terrorismo desde que el Atentados del 11 de septiembre de 2001, esta unidad se ha adaptado cada vez más realizar el contraterrorismo duties. Para la marca segura tener éxito las todas misiones (especialmente las operaciones antiterroristas), los operarios de PGK consisten en un seis o diez personal dirigido por oficiales situados del Inspector de Policía al Supervisor de Policía que poseyó la pericia diferente que consiste en una unidades del ataque, el francotirador, experto de EOD, comunicaciones y sortea a médicos. El PGK también ha falsificado las relaciones más cerca con las fuerzas especiales de las Fuerzas Armadas Malasias, incluyendo 10.ª Brigada Paracaidista (Malasia), Grup Gerak Khas, PASKAL y PASKAU, malasia Real que los permite a imponer seguridad dentro de las fronteras de Malasia.

## La Orden Operation, Y Controla
El comandante de PGK responsable profundo cualquier operación esos llevó a cabo. La cooperación y la ayuda pueden ser adquiridas del Jefe de la policía del estado a que indicó cualquier operación llevó a cabo. El comandante de PGK también responsable en el adoptar del enfoque en logra la tarea. 

## Los Papeles
UTK es una principalmente unidad SWAT-style pero con una diferencia; UTK operar operativo en su mayor parte de civil y también realiza las misiones clandestinas. Los operar de la unidad dentro de los pueblos y ciudades en Malasia que trata con criminales armado, acompañando y protegiendo a líderes y VVIPs. primeros. VAT 69 operativo sin embargo, son especialistas de guerra en la selva de acuerdo con su propósito original de luchar la amenaza comunista en 1969 y durante los años de insurgencia. Originalmente entrenado por el SAS, el IVA 69 guerra en la selva de conductos y misiones profundas de reconocimiento. 
Los francotiradores de PGK, los técnicos y expertos explosivos regularmente cruza-tren con fuerzas especiales extranjeras inclusive los Regimientos Aéreos Especiales del Servicio de Australia, Nueva Zealand y el Reino Unido, la Policía tailandesa Real de la Patrulla de fronteras y varios EE. UU. atienden a incluyendo el SEAL, la Oficina Federal de Investigación (FBI), SWAT y otros. Los miembros de UTK llevan boinas marronas mientras VAT 69 miembros llevan la arena coloró boina dada a ellos por sus entrenadores fundadores, el SAS vigésimo segundo. 
En 14 de noviembre de 2006, por primera vez en la historia de PGK, el marrón y la arena coloraron boinas fueron honoradas como  "Boinas Reales" por Yang de Tuanku Syed Dipertuan Agong Tuanku Syed Sirajuddin Syed Putera Jamalullail, entonces Rey de Malasia.

## El entrenamiento y la Selección

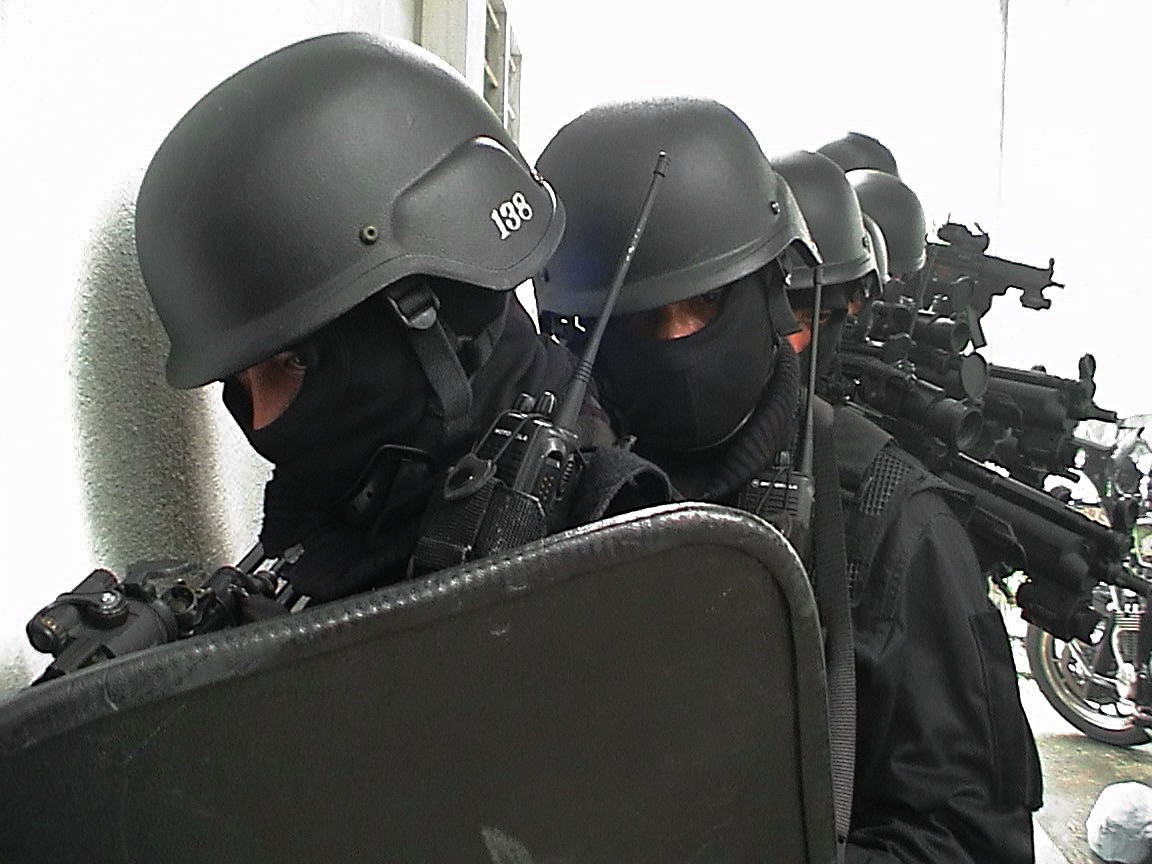
Varios PGK mover operativo retículos durante un Cuartos Cercanos Combaten taladro en la casa de matanza. El primer operativo es equipado con un Protector Táctico.

Para lograr los perfiles adecuados a sus misiones, el PGK asegura que sus miembros sean bien entrenados en los todos los aspectos necesarios de las operaciones especiales. Estos incluyen:
Técnicas de introducción
1. HALO/HAHO paracaidismo.
2. Técnicas de atado rápido.
3. Eloisa que lanza
4. Rappel y técnicas de escalada.
5. Combate en el agua.

Técnicas de combate
1. Combaten Táctico (CQC).
2. guerra no Convencional .
3. Sabotaje .
4. Protección a personajes VIP.
5. asalto de vehículos .
6. combate desarmado .
7. combate con Cuchillo .
8. Prácticas de Puntería con armas de fuego.
9. Preparación de Trampas .
10. Demoliciones Submarinas.

La inteligencia
1. Inteligencia .
2. Reconocimiento .

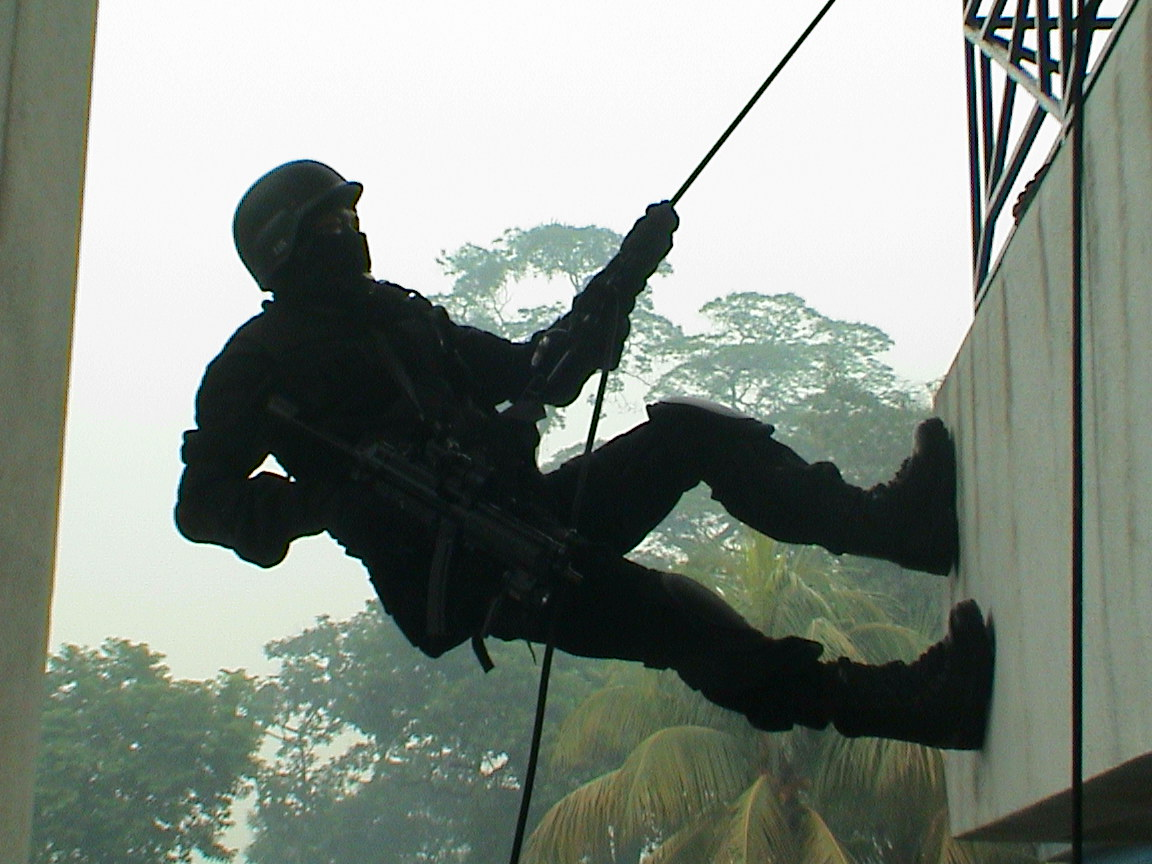
Un oficial de PGK que desciende en rappel.

3. Patrulla de largo alcance de Combate.

Las misiones orientadas a
1. Combate,  búsqueda y  rescate.
2. rescate de rehenes .
3. explosivos de Artillería.
4. Mercancías peligrosas .
5. Operaciones En Zonas urbanas - OBUA .
6. idiomas Extranjeros .
7. FIBUA Urbano .
8. Asaltos atrenes, aeródromos y  aviones .
9. Manejo de Perros policía.

El PGK entrena regularmente en el extranjero con unidades como el Special Air Service, BRIMOB Indonesio, las Tácticas Especiales y Rescata (Singapur), el Regimiento Spécial Air Service australiano del Servicio, Nueva Zealand el Special Air Service, el Equipo de salvamento de Rehén de FBI, Boinas Verdes de EE. UU. y los EUA o Estados Unidos la Orden Especial de la Operación Unidad pacífica (SOCPAC). 
El 10 de diciembre de 2003, el entonces General de Inspector de Policía, Sri Mohd Bakri Haji Omar de color marrón lanzó el programa de capacitación entre USSOCPAC y la Policía malasia Real PGK en las Operaciones Generales Fuerza Centro de formación en Ulu Kinta, Perak. Solo 42 fuera de 194 solicitantes completaron el programa inaugural.

## Miembros famosos del PGK
- DSP G/9045 Mohd Noor Razak (se jubiló)
- DSP G/10958 Abd Razak Mohd Yusof
- DSP G/11188 Madhavan s/O de Srikumar M.V Nair
- ASP G/12236 Abd. Rahim Saffiee
- Insp yo/3427 Mohd Zabri Abdul Hamid ( murió el 3 de septiembre de 1975)
- Sargento Abdul Rahim Megat
- Cabo Md. Nazri Kassim
- Cabo Jamaluddin Md. Isa
- Cabo Ismail Ibrahim ( murió  el 27 de marzo de 2000)
- Cabo 110998 Idrus Johar ( murió  el 18 de agosto de 2004)
- Cabo Zawawi Hassan
- Cabo 133562 Mazlinda Mohd Noor
- Cabo 138143 Merli Zaifa Abdul Sani

## Armas/Equipo
- Heckler & Koch MP5 fusil ametrallador, en varias versiones o configuraciones.
- Heckler & Koch MP7A1 fusil ametrallador
- Heckler & Koch G36C Carabina
- Heckler & Koch HK416 carabina
- SACO M60 ametralladora.
- Heckler & Koch PSG-1 rifle de francotirador.
- Accuracy International AW rifle de francotirador.
- Colt M4A1 SOPMOD Block I rifle de asalto con Rail Interface System (RIS) y Trijicon ACOG 4x.
- Benelli M3 escopeta de acción
- Glock 17 pistola.
- Heckler & Koch USP pistola.
- Heckler & Koch Mark 23 calibre 0 .45 ( pistola )

### Los Desarrollos y las Adquisiciones
En 25 de octubre de 2007, los EE. UU. el grupo de trabajo entre organismos Conjunto (JIATF) ha gastado al oeste sobre RM2 millón en construir una casa de lo más moderno que dispara para el VAT 69 batallón del Comando.

## Neue Betriebe

### Ops Subuh
5 de julio de 2000 - Tres días después de que el Al-Ma'unah armamentos roben el incidente en campamento militar en Kuala Rui, Perak, la Operación Subuh fue lanzado. Dirigido por ASP Abd Razak Mohd Yusof, el personal de PGK B la Separación junto con una ATM oficial mayor, Gen de Lt. (R) Zaini Mohamad Said fueron enviados a  Sauk negociar con el Al Ma'unah líder, Mohamed Amin Mohamed Razali. Este grupo roba el 95 rifle de Potro M16s, 2 Steyr AUG rifles de bullpups, 4 Propósito General Machineguns (GPMG), 5 lanzagranadas M203, 26 municiones de dan de puñales de bayoneta en 2 poste de control de campamento militar en Kuala Rui, Perak y captó a 2 policías, un ejército la fuerza especial y un civil como los rehenes. El grupo de Al Ma'unah planeó cometer la traición contra un gobierno democráticamente elegido. 
Amin, junto con sus camaradas fue persuadido a dejar caer sus armamentos y rendir al ejército. Aunque la mayor parte del grupo rindiera inicialmente, las negociaciones finalmente roto y un gunfighting sangriento resultaron. En estos incidentes, 2 de 4 rehenes fueron matados antes del grupo por último rendido, un oficial Especial de Rama Cabo Policial R. Sanghadevan y anak de Policía Montado Matthew Medan de GGK fueron atormentados antes ellos fueron matados y fueron enterrados por 2 más rehenes, el Sargento (R) Mohd sha Ahmad y el Jaafar Puteh civil en la selva antes el ambos hacen rescatado por fuerzas de seguridad. Abdul Halim Ali @ Ahmad, uno del disparo militante de grupo a muerto en el gunfighting y 29 miembros de Al Ma'unah fue detenido. Mohamed Amin, Zahit musulmán, Jemari Jusoh y Jamaludin Darus fueron sentenciados luego a la muerte y el otro 16 fueron sentenciados la cadena perpetua. 10 más camaradas, Megat Mohamed Hanafi Ilias, Muhamad Nukhshah Rayó Che Mansor, Riduan Berahim, Azlan Abdul Ghani, Shahidi Ali y Khairul Anuar Mohamed Ariffin, fueron sentenciados por el Tribunal supremo de Malaya a diez años en la cárcel cada después de que implorar culpable a una carga alternativa bajo la Sección 122 para preparar para emprender la guerra contra el Di-Pertuan del Yang Agong después de que ellos imploraran el lunes culpable a la carga menor.

### Anwar detuvo
En las horas de twillight de 16 de julio de 2008 - la subdivisión de Pasukan Gerakan Khas, la Unidad Especial de Acciones (UTK) detuvo el PKR  de facto líder, Dato' Seri Anwar Ibrahim delante de su casa en Bukit Segambut, semejante a lo que sucedió en 1998 para investigaciones bajo la Sección 377C del Código Penal para pretendido "el trato carnal contra la orden de la naturaleza", especialmente el sodomizó a su ayudante anterior, Mohd Saiful Bukhari Azlan. Sin embargo, Miembro de una comisión de director de CID Dato' Mohd Bakri Zinin dijo que el arresto no fue llevado a cabo por el UTK, pero fue llevado a cabo por la División Grave de Crímenes de Bukit Aman.

### Recupere Mas Selamat Kastari

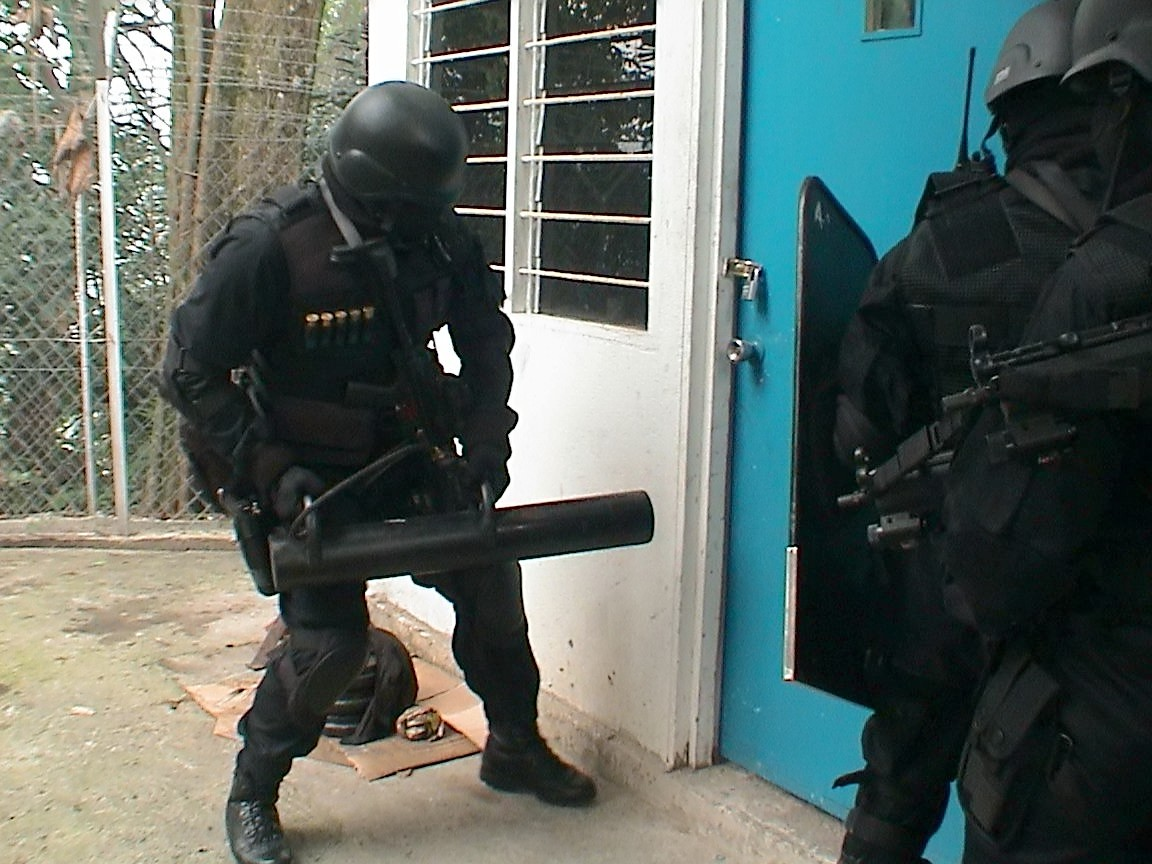
Un oficial de PGK que utiliza un ariete para abrirse camino una puerta mientras otra espera de miembros para apresurarse en la casa de matanza durante el taladro de CQC.

En 2008 de febrero, un Jemaah Islamiah de Singapur (JI) líder, Mas Selamat Kastari escapó del Centro de Detención de Whitley, el centro más apretado de detención en Singapur. Unos pocos meses más tarde, él fue encontrado estar ocultando en una casa de aldea en Kampung Tawakal, Skudai, 40km de Johor Bahru. Compartir siguiente de inteligencia con las fuerzas de policía de Indonesia y Singapur y arreglando de la planificación táctica, en el alba de 1 de abril de 2009 en 06:00, un equipo de PGK unidad que contraterrorista fue desplegada para ayudar policía miembros que Especiales de Rama recuperan al líder militante en la casa de aldea. Ambos PGK y los miembros Especiales de la Rama asaltaron cada el perímetro de esa casa mientras Mas Selamat estuvo profundamente dormido.  Sin embargo, según un testigo, Mohd Saat Marjo, 57, un aldeano que vivió frente al hogar del fugitivo, aproximadamente 30 comandos enmascarados armados con armas automáticas juntos con miembros Especiales de paisano de Rama se abrieron camino dos puertas y apresuraron en la casa cuando él se niega a salir y rendir cuando ordenado por la policía. La correría y la inclusión por PGK y Rama Especial fueron organizadas muy, dando Mas Selamat ningún oportunidad de escapar. Él fue esposado con la cara cubrió en una tela verificada azul oscuro antes que él fuera liado rápidamente en un vehículo de policía y llevó. Otros miembros de JI, Abdul Matin y Johar Hassan, también fueron detenidos junto y la policía también agarró documentos y otra parafernalia que revelaron supuestamente su operación planeada así como peinar el área con detectores de bomba para asegurar que la casa fue libres de explosivos. Sin embargo, la participación del PGK en esa operación no fue destacada en los medios debido a la naturaleza secreta primera de las operaciones. El arresto fue atribuido a la Rama Especial. 

## En la Cultura Popular
Películas
- En la película Entrapment, estrellando Sean Connery y Catherine Zeta-Jones, policía verdadera de Pasukan Gerakan Khas operarios contraterroristas juntos con PASKAU fueron utilizados como el Equipo de SWAT eso siguió las 2 estrellas en y alrededor Torres Petronas. El helicóptero a fines de la escena del persecución sin embargo obviamente no fue RMP pero "RMAF" claramente indicado, la fuerza aérea.